# Swantibor I.
Swantibor I., nach anderer Zählung Swantibor III. (* um 1351; † 21. Juni 1413) war ein Herzog von Pommern-Stettin aus dem Greifenhaus und zeitweilig Statthalter der Mittelmark.

## Leben und Leistungen
Swantibor I. war ein Sohn von Herzog Barnim III. dem Kirchenstifter (um 1303–1368), der im pommerschen Teilherzogtum Pommern-Stettin regierte, und dessen Gemahlin Agnes, der Tochter von Herzog Heinrich II. von Braunschweig-Grubenhagen. Nach dem Tode von Barnim III. im Jahre 1368 übernahmen seine drei überlebenden Söhne Kasimir III., Swantibor I. und Bogislaw VII. gemeinsam die Herrschaft in Pommern-Stettin.
Bei ihrem Regierungsantritt herrschte Krieg zwischen Dänemark unter König Waldemar IV. (um 1321–1375) einerseits und der Hanse und ihren Verbündeten, insbesondere Herzog Albrecht II. von Mecklenburg, andererseits (Zweiter Waldemarkrieg). Während der verstorbene Herzog Barnim III. auf die Seite Dänemarks getreten war, schlossen seine drei Söhne am 7. November 1368 Frieden mit Herzog Albrecht II. von Mecklenburg und verhielten sich gegenüber Dänemark neutral. Bereits dadurch aber gerieten sie in Gegnerschaft zu Markgraf Otto dem Faulen von Brandenburg, der auf der Seite Dänemarks stand. Es kam daher in den folgenden Jahren zu kriegerischen Auseinandersetzungen mit Brandenburg. Bei der Belagerung von Königsberg in der Neumark im Jahre 1372 fiel Herzog Kasimir III.
Nach dem Tode ihres Bruders regierten Swantibor I. und Bogislaw VII. gemeinsam, wobei Swantibor I. nunmehr die führende Rolle spielte. Herzog Swantibor stand vor der Herausforderung, die Stellung des in mehrere Teilherzogtümer zersplitterten Herzogtums Pommern zu bewahren, insbesondere gegenüber der Mark Brandenburg. Als Kaiser Karl IV. (1316–1378) die Mark Brandenburg für seine Familie gewinnen wollte, fürchtete Swantibor zunächst, Kaiser Karl werde auch alte Rechte einer brandenburgischen Oberherrschaft über Pommern geltend machen. So taten sich am 17. Mai 1373 sämtliche pommerschen Herzöge, neben Swantibor I. und seinem Bruder Bogislaw VII. waren dies die in Pommern-Wolgast regierenden Wartislaw VI. und Bogislaw VI. sowie der in Hinterpommern regierende Bogislaw V., und der Bischof von Cammin zusammen, um ihre Interessen und ihren gemeinsamen Besitz zu wahren. Als Kaiser Karl IV. aber durch den Fürstenwalder Vertrag (15. August 1373) Brandenburg für seine Familie gewonnen hatte, nahm er im Gegenteil freundschaftliche Beziehungen zu den pommerschen Herzögen auf, sicherlich auch aus familiären Rücksichten, war er doch in vierter Ehe mit Elisabeth von Pommern verheiratet. Vor allem zog der Kaiser Swantibor an sich, der gelegentlich an Reichsgeschäften teilnahm und als königlicher Hofrichter amtierte.
Die Lage im Inneren Pommerns war und blieb jedoch zerrüttet. Die Herzöge waren mit den Städten verfeindet und litten durch laufende Fehden an Geldnot.
Die Verhältnisse zum Deutschen Orden waren wechselhaft. 1388 traten Swantibor und sein Bruder Bogislaw VII. für einige Zeit in die Dienste des Ordens. Später kam es zum Bruch, als Swantibor versuchte, seinen Sohn Otto II. zum Erzbischof von Riga zu machen; dies gegen den Willen des Ordens, der Johannes von Wallenrode als Erzbischof unterstützte. Erst 1403 schlossen Swantibor und sein Bruder mit dem Orden Frieden. An der Schlacht bei Tannenberg (1410) dann ließ Swantibor sogar ein pommersches Kontingent unter der Führung seines Sohnes Kasimir V. (VI.) auf Seiten des Ordens teilnehmen. Die Schlacht endete mit einer Niederlage des Ordens; Kasimir wurde von den polnischen Siegern gefangen genommen, aber bald wieder freigelassen.
Nachdem 1388 Karls Sohn Sigismund (1368–1437) die Mark Brandenburg an Jobst von Mähren (1351–1411) verpfändet hatte, kam es wiederholt zu kriegerischen Auseinandersetzungen zwischen Swantibor und Jobst. Swantibor stand auf der Seite von König Wenzel (1361–1419) und erhielt von diesem die Herrschaft Beeskow.
1409 kam es zum Ausgleich zwischen Swantibor und Jobst von Mähren und letzterer ernannte Swantibor zum Statthalter der Mittelmark. In der Folge geriet Swantibor freilich in Streitigkeiten mit dem dortigen Adel, der ihn zuvor unterstützt hatte. Zudem wurde 1411 der Burggraf Friedrich VI. von Nürnberg, später als Kurfürst von Brandenburg Friedrich I., von König Sigismund zum Obersten Hauptmann und Verwalter der Marken ernannt. Swantibor hielt an seinem Amt als Statthalter der Mittelmark fest, zog sich aber 1412 zurück und überließ die Regierung seinen Söhnen. Nun kam es zwischen diesen und Friedrich zu kriegerischen Auseinandersetzungen, darunter der Schlacht am Kremmer Damm, in der Swantibors Söhne Otto II. und Kasimir V. kämpften. Inmitten dieser kriegerischen Auseinandersetzungen starb Herzog Swantibor I. am 21. Juni 1413. Er wurde im Kloster Kolbatz bestattet.
Nach dem Urteil des Historikers Martin Wehrmann (1861–1937) „scheint [Herzog Swantibor] ein energischer, tüchtiger Mann gewesen zu sein, konnte aber infolge der unglücklichen Zustände seines Landes nichts Dauerndes erreichen.“

## Familie
Swantibor I. heiratete 1374 Anna, die Tochter des Burggrafen Albrecht des Schönen von Nürnberg. Aus der Ehe gingen vier Kinder hervor:
- Otto II. (* um 1380; † 1428), regierte nach dem Tod seines Vaters Pommern-Stettin gemeinsam mit seinem Bruder Kasimir V.
- Albrecht († vor 1412), starb vor seinem Vater
- Kasimir V. (VI.) (* nach 1380; † 1434) regierte nach dem Tod seines Vaters Pommern-Stettin gemeinsam mit seinem Bruder Otto II., nach dessen Tod allein
- Margaretha, heiratete Herzog Ulrich I. von Mecklenburg-Stargard

## Zählung
Die Zählung der Angehörigen des Greifenhauses ist seit jeher verwickelt. Von Alters her herrscht hier eine Ungleichheit, die manche Verwirrung hervorruft. Die modernere Vorgehensweise zählt grundsätzlich nur die ins Erwachsenenalter gelangten Angehörigen des engeren Greifenhauses. Danach wird dieser Swantibor als Swantibor I. gezählt. Zählt man hingegen alle Angehörigen des Greifenhauses, so ergibt sich die Zählung als Swantibor III., die in der älteren Literatur anzutreffen war und sich beispielsweise noch in der Allgemeinen Deutschen Biographie findet.